# فرودگاه باروو/والنی آیلند
فرودگاه باروو/والنی آیلند (به انگلیسی: Barrow/Walney Island Airport) یک فرودگاه خصوصی با کد یاتا BWF است که یک باند فرود آسفالت دارد و طول باند آن ۱۰۱۱ متر است. این فرودگاه در شهر کامبریا کشور انگلستان قرار دارد و در ارتفاع ۱۳ متری از سطح دریا واقع شده‌است.

## شرکت‌های هواپیمایی و مقصدهای پروازی
Below are the destinations flown to by the BAE corporate shuttle.
| شرکت‌های هواپیمایی | مقصدهای پروازی                                                                              |
| ----------------- | ------------------------------------------------------------------------------------------- |
| بی‌ای‌ئی سیستمز     | Bristol, Farnborough, Glasgow International, RAF Northolt, Southampton, Wick, East Midlands |